# Vittorio Orsenigo
Vittorio Orsenigo (Milano, 5 agosto 1926 – Milano, 28 marzo 2025) è stato uno scrittore e regista italiano.
Dopo un'iniziale carriera nell'ambiente teatrale milanese, si dedica alla scrittura. Ha composto i suoi più noti romanzi in età avanzata.

## Biografia
È uno dei figli dell'omonimo ing. Vittorio Orsengo, industriale milanese ma di famiglia comasca, proprietario della Metallurgica Orsenigo di Fagnano Olona. Iscrittosi all'Università Bocconi, fu costretto ad abbandonare gli studi per seguire l'attività paterna, che dovrà poi completamente rilevare a seguito della profonda crisi del settore metallurgico e meccanico lombardo, conducendola sino alla chiusura nel 1990.
La memoria paterna e l'esperienza industriale saranno uno dei temi affioranti nella scrittura di Orsenigo.
Il 3 ottobre 1953 a Milano ha sposato Maria Teresa Natalina Aliprandi, figlia di Tranquillo e di Anna Sinibaldi.

### Regista teatrale
Orsenigo approccia il panorama artistico milanese nell'immediato Dopoguerra quando, seguendo l'invito di Elio Vittorini, cura un ciclo di letture alla Casa della Cultura di Milano presentando una selezione di testi teatrali di Christopher Isherwood, Bertold Brecht e Wystan Hugh Auden, allora poco noti in Italia. Nel 1950 esordisce come regista al Piccolo Teatro di Milano grazie al direttore Paolo Grassi con Ubu Roi di Alfred Jarry e Le Mammelle di Tiresia di Guillaume Apollinaire. Secondo quanto dichiarato dallo stesso Orsenigo, in questa occasione egli conobbe Pier Luigi Pizzi, allora esordiente, che disegnerà scenografie e costumi per i suoi spettacoli. Delle regie di Orsenigo si ricorderà, alcuni decenni più tardi, Salvatore Quasimodo.
"Di tanto in tanto viene a trovarmi Orsenigo che somiglia a un volatile: un volatile d'ala lunga. Mi meraviglia non vederlo entrare dal balcone come gli altri uccelli dell'Orto botanico. Smanioso e febbricitante come se avesse percorso una distanza spropositata, Orsenigo viene a trovarmi con una cartella più grande di lui. Fatica a trascinarla sino a me, fatica ad aprirla, fatica a sollevare i fogli dipinti che hanno l'odore della cera. Se chiedessi a un pettirosso di mostrarmi il prato dove ha trascorso la notte mi farebbe vedere fogli come questi. Deve essere proprio un pettirosso per ricordare come sono i verdi alle cinque del mattino. Quelli di Orsenigo, umidicci e lanuginosi, mi conducono attraverso le crepe, a sottopassaggi arborei. [...]. Ci sono voliere che trattengono macchie a forme di uccelli. L'ombra, poggiata con la punta del triangolo su di un filo rosso sta per cadere. Tratteniamo il fiato: è forse Orsenigo che precipita dalla sua voliera?"

Conobbe in quegli anni anche lo scrittore e critico Raffaele Carrieri. Costui iniziò a occuparsi anche dell'attività di Orsenigo come pittore, il che porterà il milanese ad esporre. Esibirà nel 1981, a Milano, opere concettuali, raccolte in un catalogo di Achille Bonito Oliva, nel 1984, sempre nella capoluogo lombardo e nel 1985 a Palazzo dei Diamanti di Ferrara.

### Scrittore
Già dagli anni cinquanta Orsenigo iniziò a sviluppare sempre maggiore attenzione per la scrittura. L'esordio avvenne con il libretto di poesie Come gli occhi di sabbia, cui seguì, nel '54, il racconto La demenza di Giacomo.
Orsenigo riprende a pubblicare solo in tarda età con i racconti di La linea Gotica (1990) e altri pubblicati sulle riviste letterarie Resine e NuovaProsa. Contemporaneamente, si occupa di traduzione e cure per Sellerio e Archinto, in particolare circa l'opera di Guillaume Apollinaire, drammaturgo e poeta già incontrato nel periodo teatrale.
Inizia quindi a pubblicare narrativa di sua produzione per queste case editrici. Nel 2001 lo scrittore e critico comasco Giuseppe Pontiggia, amico di Orsenigo, curerà la prefazione di Settore editoriale; l'autore milanese lo ricambierà con le sue Lettere a Giuseppe Pontiggia cinque anni più tardi.
A fine anni Duemila la produzione diviene più folta e a Orsenigo, già ottantatreenne nel 2008, viene conosciuto dalla critica nazionale in particolare per L'uccellino della radio e La camera d'ambra, edito con prefazione di Sergio Romano. I suoi romanzi seguenti sono stati pubblicati nella collana Le Melusine di Greco&Greco; Cosa trovi nell'acqua (2014), è uscito per tipi di Archinto, con postfazione della critica Daniela Marcheschi.
A fine 2015 pubblica per Rizzoli Imprimatur il romanzo A Enea Finzi non sparano in fronte, ambientato durante la Seconda Guerra Mondiale.

## Stile e temi narrativi
"Bizzarro e divagante secondo una tradizione umoristica che, con Porta e Rajberti, ha avuto fecondi sviluppi nella cultura milanese e nella letteratura italiana dell'Ottocento in poi."

Lo stile di Vittorio Orsenigo è surrealista, spaziando tra realismo e fantastico. Le ambientazioni sono scarne e fanno da sfondo alla narrazione; spesso sono i luoghi stessi in cui lo scrittore ha vissuto, come la sua casa, la famiglia, la Milano ai tempi della guerra (Commedianti a Milano, L'uccellino della radio), i monti e i boschi (I pizzini di Amblar) fino ad esperienze esotiche, più o meno immaginate (Una camera tutta d'ambra, Tanti viaggi). Gli itinerari narrativi sono sempre curiosi e spesso non mancano sfoghi umoristici e bizzarri, fino al noir (Rina ne uccide quattro, Dio ne scampi dagli Imbriani). In particolare in questo doppio romanzo, Orsenigo gioca in modo abile su un testo del 1876 pubblicato dal napoletano Vittorio Imbriani intitolato Dio ne scampi dagli Orsenigo, per ribaltare e specchiarsi, nello scambio di nomi e cognomi, in questo naturalistico e scapigliato ritratto di una famiglia aristocratica milanese.
Il lavoro di Orsenigo, come suggerito recentemente da Daniela Marcheschi, si innesta stilisticamente nell'eterogenea tradizione dell'umorismo lombardo; secondo Massimo Onofri "Orsenigo resta un ostinato discendente di Alberto Savino: della sua profonda superficialità, della sua incapacità d'esser infelice (nonostante tutto), della sua ardita arte del divagare".

## Accoglienza e critica
"Essere il destinatario di uno scrittore estroso e caleidoscopico quale Vittorio Orsenigo è un privilegio di cui sono orgoglioso. Raramente invenzione e ironia, simpatia e grazia hanno trovato come in queste lettere il loro felice punto d'intersezione"

Orsenigo scrittore, archiviata la sua esperienza teatrale, fu accolto dalla critica letteraria a partire dagli anni Duemila. Gian Paolo Serino, su Repubblica, precisava a proposito de L'uccellino della radio che Orsenigo lo scrisse "quando aveva diciassette anni ma pubblicato solo adesso che ne ha 83. Non ha mai trovato un pubblico questo scrittore che per decenni è stato considerato di culto dagli intellettuali non solo milanesi: Giuseppe Pontiggia, ad esempio, si dannò per farlo pubblicare ma nessun editore, da Adelphi a Mondadori, gli diede ascolto. Per una ragione o per l'altra Orsenigo che negli anni ha collaborato con Elio Vittorini alla Casa della Cultura e con Paolo Grassi al Piccolo Teatro prima di diventare uno studioso delle barriere coralline, è rimasto uno scrittore inedito. Difficile comprenderne il motivo perché.".
Maurizio Cucchi, su Avvenire, affermò che "da qualche tempo mi capita di leggere con piacere uno scrittore che in fin dei conti potremmo definire 'nuovo'. Nuovo, infatti, perché buona parte dei suoi libri sono usciti in questi ultimi anni, pur non trattandosi di autore propriamente giovane, visto che è nato nel 1926.[...] I motivi di stima, dunque, che ci può offrire questo scrittore sono diversi. Se l'attenzione d'oggi fosse più concentrata sulla qualità dell'opera, Orsenigo potrebbe costituire un caso letterario"; e, su La Stampa, a proposito dell'equilibrio di Rina ne uccide quattro: "La materia è da noir, ma l'opera del nostro scrittore vuole entrare nella contemporanea presenza di normalità emistero del male, del male del cuore e dei gesti orrendi di una donna [...] Molto opportunamente, esibisce un impeccabile equilibrio, in virtù di una tensione morale che gli impone misura e rigore. Dunque, niente noir, niente pulp, ma un romanzo di acuta intelligenza ed energica scrittura su un'umana tragedia del male".
Il critico Massimo Onofri iniziò a occuparsi di Orsenigo nel 2004. L'anno successivo, in occasione dell'uscita di Commedianti a Milano ne scrisse che "più che una memoria, è una meditazione milanese. [...]  se le Visite hanno a che fare con la perdita irrimediabile dell'unico e amatissimo figlio, i Commedianti parrebbe il libro di un'euforica e utopica giovinezza, folta di romanzi incompiuti e di volumi mai pubblicati, incompiuta essa stessa come la vita. Ma rimane il fatto che la scrittura dei veri scrittori ruota sempre attorno a poche ossessioni: Quasimodo si è preso il Nobel ed è sparito di scena. Vittorini, Banfi, Carrieri – Nobel a parte – stesso scherzo. Non sarà colpa loro ma l'imperversare delle morti rende la ricerca del dettaglio più difficile". Sempre Onofri recensirà positivamente Dio ne scampi dagli Imbriani: "Che altro è, in effetti, [...] se non un libro di divagazioni, disgressioni, divertimenti e, infine, ‘deragliamenti’? Intanto un saggio su Imbriani travestito da romanzo che più autoironico non si potrebbe". Definitivo il giudizio sull'onirismo di Orsenigo consacrato in Tanti viaggi: "Così come l'esistenza, i libri veri non possono avere trama. Orsenigo lo sa da sempre e straparla. Ma straparlando, stravede".

## Opere
- La linea gotica, Marietti, Genova, 1990
- I libri di Sfax, Greco&Greco, 1991 (con lo pseudonimo di Claude Solenzara)
- E... venti racconti appena incominciati, Greco&Greco, Milano, 1995
- Storie zoppe, Lupetti, Milano - Manni, Lecce, 1995
- Mulino da preghiera: 99 aforismi inattuali in cinque tempi, Greco&Greco, Milano 1996
- 103 storie di seduzione (e una postilla), Mobydick, Faenza, 1998
- In Africa con Alain, Greco&Greco, Milano, 1999
- (con Giangilberto Monti) Dreyfus, Greco&Greco, Milano, 1999
- Piuma danzante, Greco&Greco, 1999
- Messaggi dal piccolo zoo, Archinto, Milano, 1999 ISBN 9788877682680
- Corpo, Mobydick, 2001
- Settore editoriale, Archinto, 2001
- Visite guidate, Archinto, 2004 ISBN 9788877684011
- Commedianti a Milano, Aliberti, 2005 ISBN 9788874240692
- Telefono, Gaffi, 2006 ISBN 9788887803822
- Lettere a Giuseppe Pontiggia: il cercatore di funghi in Carinzia, Archinto, 2006
- L'uccellino della radio, Gaffi, 2008
- Vittorio Imbriani, Dio ne scampi dagli Orsenigo & Vittorio Orsenigo, Dio ne scampi dagli Imbriani, Aragno editore
- Rina ne uccide quattro, Aliberti, 2009 ISBN 9788874244256
- Collezioni: un amoroso safari, Archinto, 2009 ISBN 9788877685216
- Spiagge, Greco & Greco, 2010 ISBN 9788879805216
- Tanti viaggi, Archinto, 2011 ISBN 9788877685810
- La camera d'ambra, Greco & Greco, 2013 ISBN 9788879806411
- I pizzini di Amblar, Lietocolle, 2013 ISBN 9788878487604
- Cosa trovi nell'acqua, Archinto, 2014, ISBN 9788877686640
- A Enea Finzi non sparano in fronte, Imprimatur RCS libri, 2015, ISBN 9788868303464

### Traduzioni e curatele
- Guillaume Apollinaire, Il poeta assassinato, Greco & Greco, Milano, 1991
- Carlo Collodi, Giannettino, Greco & Greco, Milano, 1991
- Carlo Collodi, Pipì lo scimmiottino color di rosa
- Angelo Maria Ricci, Gli sposi fedeli
- Samuel Johnson, La storia di Rasselas Principe di Abissinia, Sellerio, 1993
- A Giacomo Casanova. Lettere d'amore di Manon Balletti - Elisa von der Recke, Milano, Archinto 1997
- Guillaume Apollinaire, Lou mia regina, Archinto, Milano, 1999
- Georges Picard, Piccolo trattato ad uso di chi vuol avere sempre ragione, Archinto, 2002

### Riconoscimenti
- Finalista al Premio Bergamo, 1996.[25]